# Riviera del Brenta
La Riviera del Brenta è un'area urbana della città metropolitana di Venezia che si estende lungo le rive del Naviglio del Brenta. È l'antico alveo naturale del fiume Brenta: si dirama da quest'ultimo all'altezza di Stra e, scorrendo sostanzialmente da ovest a est, sfocia nella laguna di Venezia presso Fusina. Si tratta di una zona di elevato valore storico-paesaggistico per la presenza di numerose ville venete. Vi sono compresi i centri abitati di Stra, Fiesso d'Artico, Dolo, Mira, Oriago e Malcontenta.
In senso più ampio, per Riviera del Brenta si intende tutto l'ex mandamento di Dolo, comprendente i comuni di Campagna Lupia, Campolongo Maggiore, Camponogara, Dolo, Fiesso d'Artico, Fossò, Mira, Pianiga, Stra e Vigonovo. Rappresenta, insieme al Miranese, uno dei due comprensori dell'area centrale della città metropolitana. Quattro dei dieci comuni sono oggi uniti nell'Unione dei Comuni della Città della Riviera del Brenta.

## Geografia fisica
Il centro della Riviera, sia dal punto di vista geografico che per i servizi offerti, è la cittadina di Dolo, dove hanno sede l'ospedale, le scuole secondarie di secondo grado, nonché il giudice di pace; fino al 2013 vi è stata anche una sezione distaccata del Tribunale di Venezia, ora soppressa insieme a tutti i piccoli tribunali.
Il comune più popoloso è invece, di gran lunga, quello di Mira (nacque nel 1867 dalla fusione dei tre comuni di Gambarare, Mira e Oriago): con i suoi quasi 40 000 abitanti, ospita il 30% della popolazione complessiva del mandamento.

## Storia

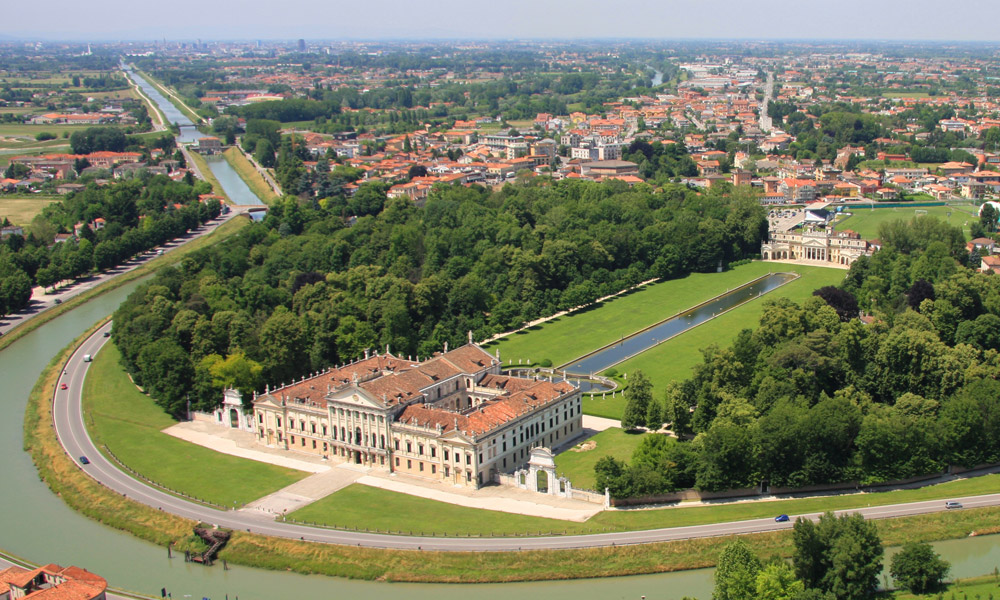
Museo nazionale di Villa Pisani a Stra

Il corso d'acqua del Naviglio rivestì un importante ruolo come via di comunicazione tra la laguna di Venezia e il padovano.
L'area è caratterizzata dalla presenza di moltissime ville, costruite nel periodo della Serenissima Repubblica tra il XVI e il XVIII secolo dalle famiglie patrizie veneziane, che testimoniano la potenza aristocratica dell'epoca. A quell'epoca la Riviera veniva raggiunta solo spostandosi in barca, mentre le strade attuali sono state costruite successivamente.
I nobili veneti venivano trasportati sul fiume da un battello chiamato burchiello trainato dalle rive da uomini, buoi o cavalli, mentre le merci erano trasportate da barche chiamate Burci. Ancora oggi la crociera lungo la Riviera del Brenta costituisce un'attrattiva turistica.
Gli abitanti di questa zona solitamente non si autodefiniscono come "veneziani di Terraferma", bensì "veneziani di Riviera", sottolineando così i loro legami storici con il capoluogo.

### Trasporti su ferro e per via d'acqua
Accanto alla tradizionale navigazione fluviale, fra il 1885 e il 1954 la riviera del Brenta fu fortemente caratterizzata dalla presenza del binario e dei convogli della tranvia Padova-Malcontenta-Fusina, gestita dalla Società delle Guidovie Centrali Venete (gruppo Società Veneta); giunti a Malcontenta i treni potevano proseguire per la stazione ferroviaria di Mestre o per Fusina, dove trovavano coincidenza con i battelli per Venezia gestiti dalla Società Veneta Lagunare, anch'essa controllata dalla Società Veneta, dando vita ad un sistema di trasporti integrato che proprio nella riviera vedeva la sua struttura principale.
Tutt'oggi il Naviglio Brenta, che iniziando da Padova arriva fino a Fusina (VE), attraversa la Riviera del Brenta. Cinque conche di navigazione, dieci ponti mobili e oltre 30 km di navigazione rendono questo percorso fluviale il più interessante d'Europa. Decine di migliaia di passeggeri ogni anno navigano queste meravigliose acque. Per ogni informazione sulla navigazione turistica si può contattare l'ufficio informazioni di Mira, presso Villa Widmann / San Servolo Servizi Metropolitani di Venezia, aperto da martedì a domenica, 10.00–13.00 e 13.30–16.30, in Via Nazionale 420, Mira (VE), Tel. +39 041 424973, Fax. +39 041 4266560. 

## Economia
Punto focale dell'economia della zona della Riviera del Brenta è l'industria calzaturiera (nata come conseguenza della crisi agraria del fine ottocento). Lo sviluppo di quest'industria si ha con la passione di Giovanni Luigi Voltan (1873-1941) che sfocia in un grande disegno imprenditoriale. Prima del figlio Giovanni, già il padre Carlo aveva intrapreso l'attività con l'apertura di diverse botteghe nella zona di Padova e Venezia. Giovanni Luigi viene a conoscenza delle moderne tecniche di lavorazione durante la sua permanenza a Boston, negli Stati Uniti. Al ritorno dal viaggio porta con sé nuovi macchinari, introducendo un sistema produttivo meccanizzato che permette di abbattere i costi e aumentare i volumi di produzione, ottenendo un vantaggio competitivo rispetto agli altri calzaturifici italiani. Il salto dimensionale per l'azienda Voltan si ha nel 1904: essa assume un profilo industriale (stabilimento di 8000 m², 400-500 operai occupati e produzione di 1000 paia di scarpe al giorno), diventando un punto di riferimento a livello nazionale. Negli anni, accanto ad una meccanizzazione dei processi produttivi, si sviluppa anche una rete distributiva diretta, eliminando i passaggi intermedi, con una riduzione dei prezzi fino al quaranta per cento. Un'altra personalità importante nel distretto della calzatura della riviera del Brenta è Narciso Rossi, il quale uscì dal calzaturificio Voltan per fondare insieme ad altri colleghi un'azienda propria. Negli anni, grazie soprattutto al contributo di Luigi, figlio di Narciso, l'impresa si sviluppa divenendo uno dei maggiori attori nel settore della calzatura di lusso da donna.

## Le ville venete

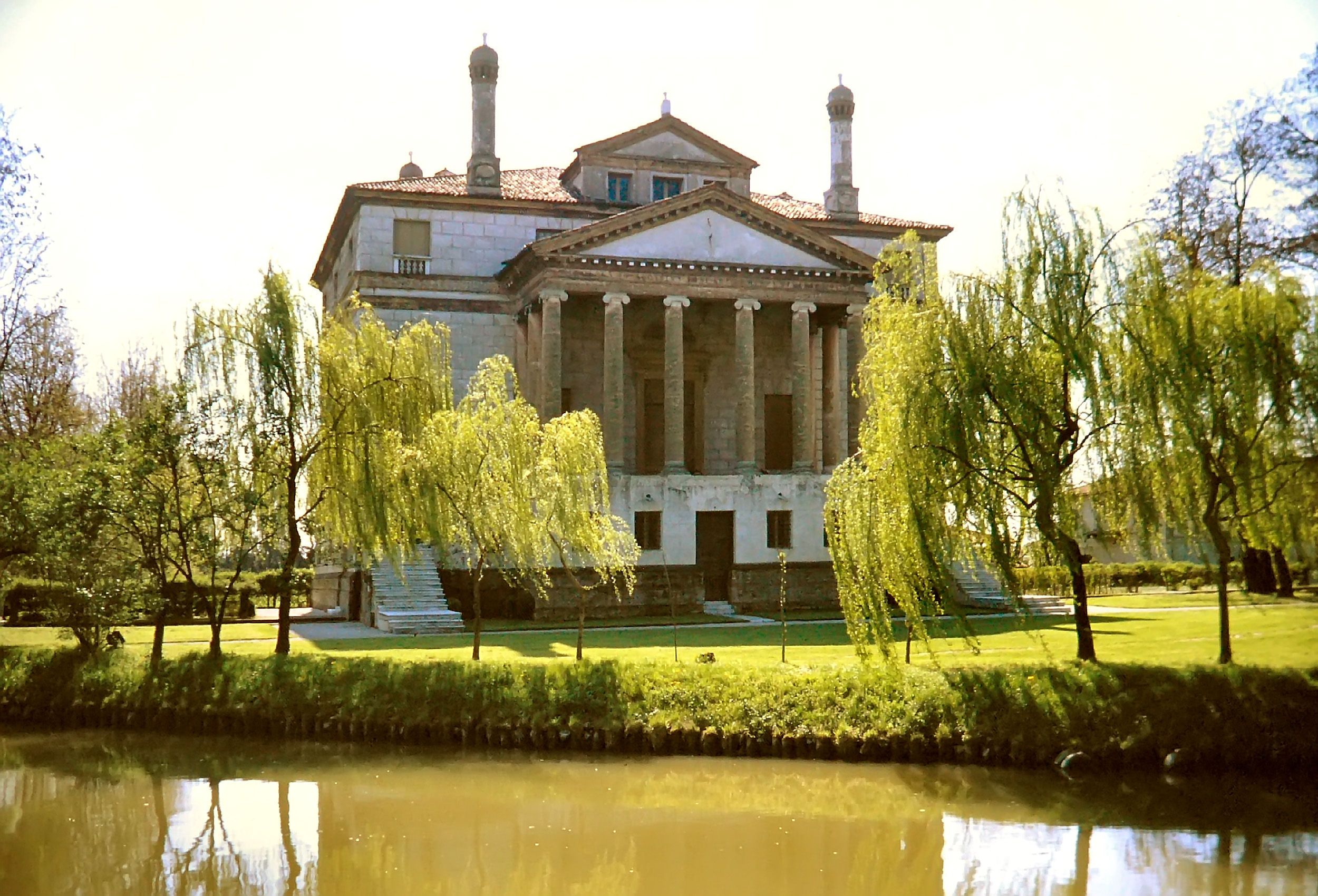
La Malcontenta

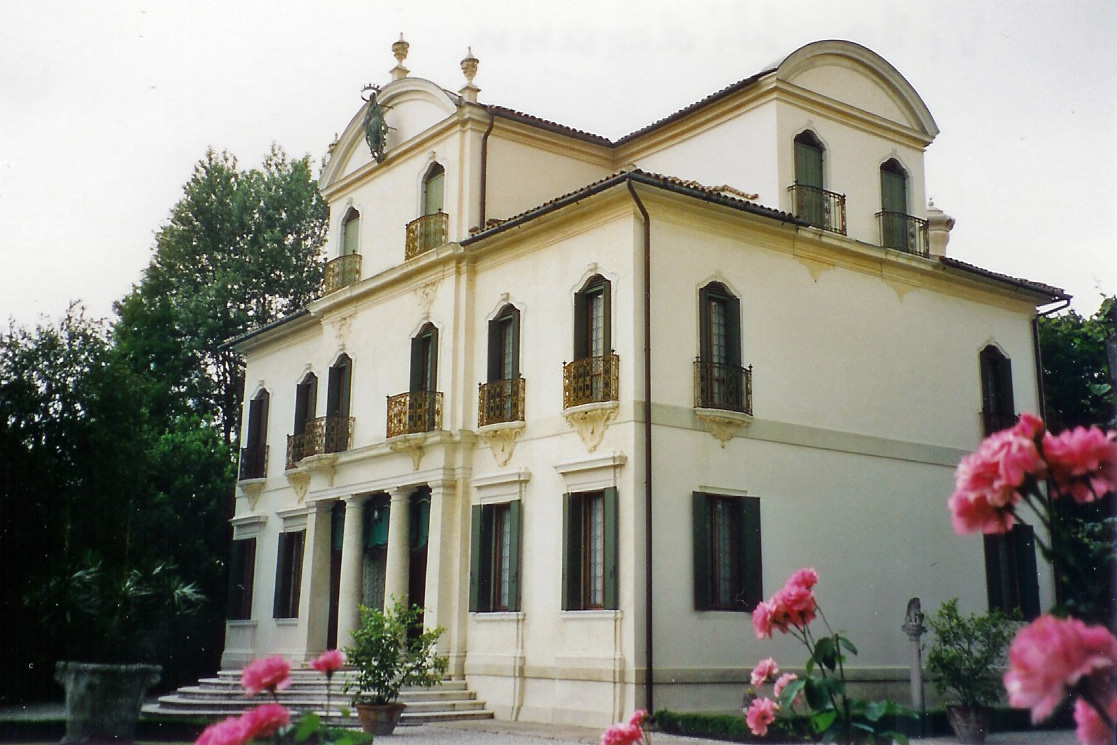
Villa Seriman Widmann Rezzonico Foscari

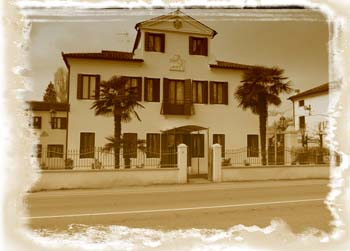
Villa Gasparini

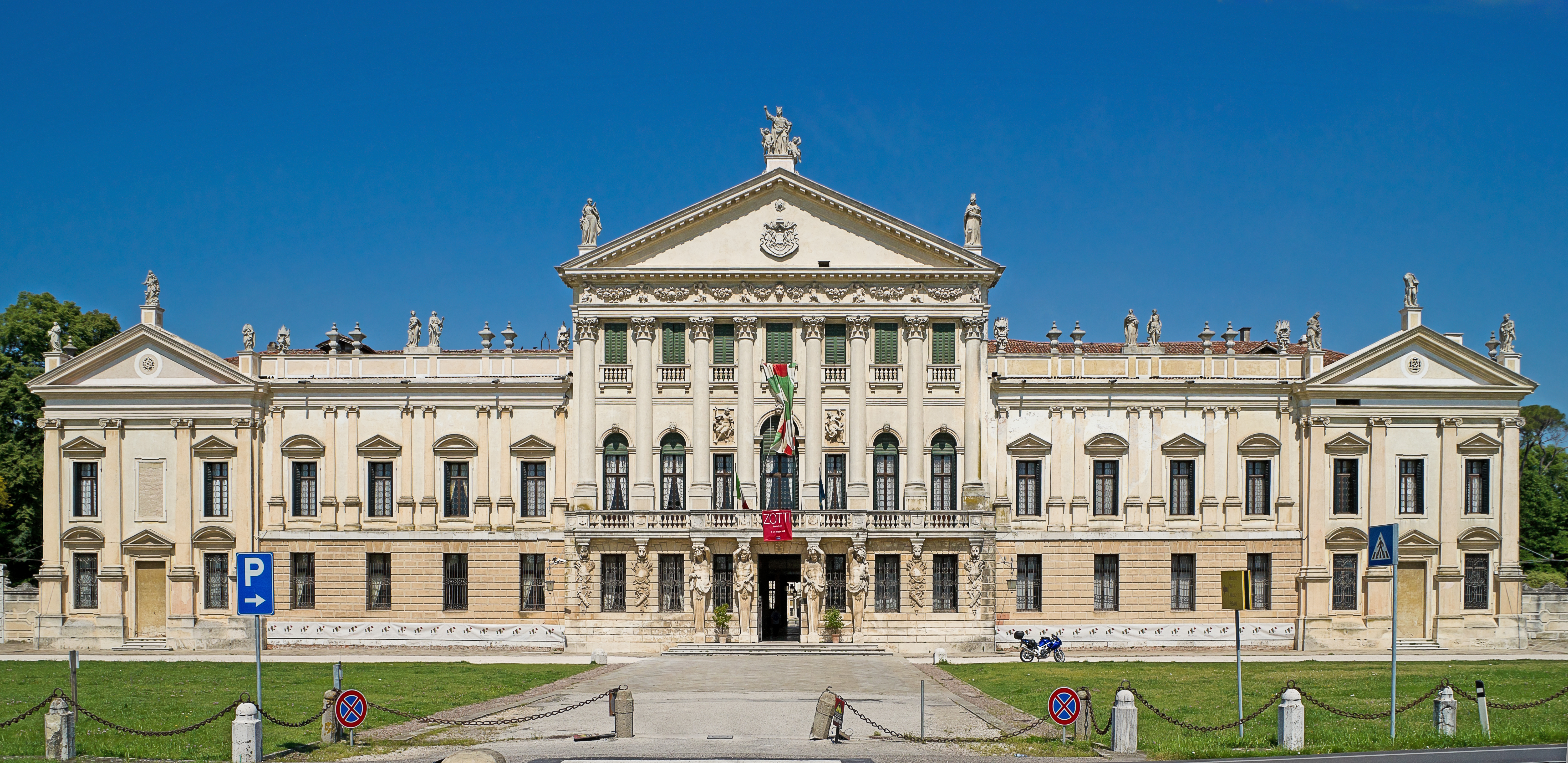
Villa Pisani

Di seguito vengono indicate alcune delle principali ville venete della Riviera, suddivise per comune di appartenenza.

### Mira
- Villa Foscari detta "la Malcontenta", Malcontenta
- Villa Allegri von Ghega (XVI secolo), Oriago
- Villa Corner Brusoni Scalella, Oriago
- Villa Gradenigo Fossati, Oriago
- Palazzo Moro (XV secolo), Oriago
- Villa Mocenigo, Oriago
- Villa Priuli, Oriago
- Villa Querini Stampalia, Mira Porte
- Barchesse di villa Valmarana, Mira Porte
- Villa Widmann Seriman Foscari, Mira
- Villa Venier, Mira
- Villa Levi Morenos, già Varisco, Mira
- Villa Alessandri, Mira
- Villa Bon, Mira

### Dolo
- Villa Badoer Fattoretto
- Villa Ferretti Angeli
- Villa Gasparini (XVIII secolo)

### Fiesso d'Artico
- Villa Recanati-Zuccon (costruita nella prima metà del Settecento)
- Villa Soranzo (costruita nel '500)
- Villa Barbarigo-Fontana (rielaborazione del '700 di una precedente abitazione cinquecentesca)
- Villa Corner-Vendramin ('700)
- Villa Contarini di San Basegio (costruita a cavallo fra il '600 e il '700)
- Villa Marchese De Seynos o degli Armeni ('600)
- Casa Venier-Tiepolo ('700)

### Stra
- Villa Foscarini Rossi
- Villa Pisani detta "La Barbariga"
- Villa Pisani detta "La Nazionale" o Palazzo Reale

### Vigonovo
- Villa Sagredo

### Camponogara
- Villa Dragonetti-Giantin, Campoverardo
- Villa Parolini

## La "Città della Riviera del Brenta"
Con la denominazione Città della Riviera del Brenta si intende l'unione dei comuni di Campagna Lupia, Dolo, Fiesso d'Artico e Fossò.
L'unione ha sede a Dolo; fu costituita nel 2002 dai comuni di Dolo e Fiesso d'Artico.

### Competenze
Sono affidate all'unione dei comuni tutte le competenze amministrative concernenti la gestione unitaria delle funzioni e dei servizi sottoelencati:
- polizia locale;
- attività produttive (commercio, agricoltura, artigianato, industria, turismo);
- retribuzione, formazione ed aggiornamento del personale;
- comunicazione e sportello integrato;
- notificazione atti;
- sportello unico.

Il trasferimento all'unione di ulteriori funzioni e servizi avverrà a seguito di apposita delibera dei rispettivi consigli comunali.

### Organi
Sono organi dell'Unione:
- il Consiglio dell'Unione;
- il Presidente;
- la Giunta.

Il Consiglio dell'Unione è composto dai sindaci e da un massimo di 3 consiglieri per ciascuno dei comuni partecipanti all'unione, eletti dai rispettivi consigli al proprio interno.
La presidenza dell'Unione, per una durata pari ad un esercizio finanziario, compete a turno a ciascuno dei sindaci dei comuni associati. In caso di assenza o impedimento del Presidente, le funzioni sono esercitate dal Vice Presidente, che è il sindaco che secondo turnazione prenderà l'incarico l'anno successivo.
La Giunta dell'Unione è composta dai sindaci dei comuni associati.